# Mistrzostwa Strefy Pacyfiku w Curlingu 1998
Mistrzostwa Strefy Pacyfiku w Curlingu 1998 – turniej, który odbył się w dniach 13–18 grudnia 1998 w kanadyjskim Qualicum Beach. Mistrzami Strefy Pacyfiku zostali Nowozelandczycy, a mistrzyniami Japonki.
Był to ósmy w historii turniej o mistrzostwo strefy Pacyfiku w curlingu. Kanada gościła zawody po raz pierwszy. Kanada nie należała do strefy Pacyfiku i nie wystawiła na mistrzostwach swoich reprezentacji. Turniej został rozegrany w kraju nienależącym do strefy Pacyfiku po raz pierwszy.

## System rozgrywek
Round Robin rozegrany został w systemie kołowym (każdy z każdym). Pomiędzy każdymi reprezentacjami rozegrano po dwa mecze. 2 i 3 drużyna po Round Robin zagrały w półfinale. Zwycięzca meczu zagrał w finale przeciwko 1 zespołowi po Round Robin.

## Kobiety

### Reprezentacje
| Państwo          | Czwarta       | Trzecia         | Druga           | Otwierająca    | Rezerwowa        |
| ---------------- | ------------- | --------------- | --------------- | -------------- | ---------------- |
| Australia        | Lynn Hewitt   | Ellen Weir      | Sarah Herbert   | Lyn Greenwood  | Sandy Gagnon     |
| Japonia          | Akiko Katō    | Yumie Hayashi   | Ayumi Onodera   | Mika Hori      | Akemi Niwa       |
| Korea Południowa | Kim Mi-yeon   | Lee So-jung     | Shin Mi-sung    | Kim Se-mi      | Lee Hyun-jung    |
| Nowa Zelandia    | Lisa Anderson | Kylie Petherick | Karen Rawcliffe | Bridget Becker | Natalie Campbell |

pogrubieniem oznaczono skipów.

### Round Robin
| # | Państwo          |
| - | ---------------- |
| 1 | Japonia          |
| 2 | Australia        |
| 3 | Nowa Zelandia    |
| 4 | Korea Południowa |

     Kwalifikacja do fazy play-off

### Play-off
|  |          |               |          |   |         |       |               |       |
|  | Półfinał | Półfinał      | Półfinał |   |         | Finał | Finał         | Finał |
|  | Półfinał | Półfinał      | Półfinał |   |         | Finał | Finał         | Finał |
|  |          |               |          |   |         |       |               |       |
|  |          |               |          |   |         |       |               |       |
|  |          |               |          | 1 | Japonia | 13    |               |       |
|  |          |               |          | 1 | Japonia | 13    |               |       |
|  | 2        | Australia     | 6        |   |         | 3     | Nowa Zelandia | 6     |
|  | 2        | Australia     | 6        |   |         | 3     | Nowa Zelandia | 6     |
|  | 3        | Nowa Zelandia | 9        |   |         |       |               |       |
|  | 3        | Nowa Zelandia | 9        |   |         |       |               |       |

Brak danych co do cząstkowych wyników fazy play-off

### Klasyfikacja końcowa
|  | Mistrzynie Strefy Pacyfiku     |
|  | Wicemistrzynie Strefy Pacyfiku |
|  | 3 miejsce                      |

| # | Państwo          | Skip          |
| - | ---------------- | ------------- |
| 1 | Japonia          | Akiko Katō    |
| 2 | Nowa Zelandia    | Lisa Anderson |
| 3 | Australia        | Lynn Hewitt   |
| 4 | Korea Południowa | Kim Mi-yeon   |

## Mężczyźni

### Reprezentacje
| Państwo          | Czwarty        | Trzeci         | Drugi          | Otwierający  | Rezerwowy        |
| ---------------- | -------------- | -------------- | -------------- | ------------ | ---------------- |
| Australia        | Hugh Millikin  | Stephen Johns  | John Theriault | Gerald Chick | -                |
| Japonia          | Makoto Tsuruga | Kazuhito Hori  | Hiroshi Sato   | Naoki Kudo   | Yoshiyuki Ohmiya |
| Korea Południowa | Song He-dong   | Kim Chang-min  | Park Jae-cheol | Kim Su-hong  | Jeong Tac-yeon   |
| Nowa Zelandia    | Sean Becker    | Hans Frauenlob | Jim Allan      | Lorne Depape | Darren Carson    |

pogrubieniem oznaczono skipów.

### Round Robin
| # | Państwo          | W | P |
| - | ---------------- | - | - |
| 1 | Nowa Zelandia    | 5 | 1 |
| 2 | Australia        | 4 | 2 |
| 3 | Japonia          | 3 | 3 |
| 4 | Korea Południowa | 0 | 6 |

     Kwalifikacja do fazy play-off

### Play-off
|  |          |           |          |   |               |       |         |       |
|  | Półfinał | Półfinał  | Półfinał |   |               | Finał | Finał   | Finał |
|  | Półfinał | Półfinał  | Półfinał |   |               | Finał | Finał   | Finał |
|  |          |           |          |   |               |       |         |       |
|  |          |           |          |   |               |       |         |       |
|  |          |           |          | 1 | Nowa Zelandia | 10    |         |       |
|  |          |           |          | 1 | Nowa Zelandia | 10    |         |       |
|  | 2        | Australia | 6        |   |               | 2     | Japonia | 6     |
|  | 2        | Australia | 6        |   |               | 2     | Japonia | 6     |
|  | 3        | Japonia   | 8        |   |               |       |         |       |
|  | 3        | Japonia   | 8        |   |               |       |         |       |

#### Półfinał
| Państwo | Państwo   | 1 | 2 | 3 | 4 | 5 | 6 | 7 | 8 | 9 | 10 | Ogółem |
|         | Australia | 0 | 1 | 0 | 0 | 2 | 0 | 2 | 0 | 1 | X  | 6      |
|         | Japonia   | 1 | 0 | 2 | 2 | 0 | 2 | 0 | 1 | 0 | X  | 8      |

#### Finał
| Państwo | Państwo       | 1 | 2 | 3 | 4 | 5 | 6 | 7 | 8 | 9 | 10 | Ogółem |
|         | Nowa Zelandia | 1 | 0 | 0 | 4 | 0 | 1 | 0 | 4 | 0 | X  | 10     |
|         | Japonia       | 0 | 0 | 2 | 0 | 1 | 0 | 2 | 0 | 1 | X  | 6      |

### Klasyfikacja końcowa
|  | Mistrzowie Strefy Pacyfiku     |
|  | Wicemistrzowie Strefy Pacyfiku |
|  | 3 miejsce                      |

| # | Państwo          | Skip           |
| - | ---------------- | -------------- |
| 1 | Nowa Zelandia    | Sean Becker    |
| 2 | Japonia          | Makoto Tsuruga |
| 3 | Australia        | Hugh Millikin  |
| 4 | Korea Południowa | Song He-dong   |